# Ауњи
Ауњи (фр. Aougny) насеље је и општина у североисточној Француској у региону Шампањ-Арден, у департману Марна која припада префектури Ремс.
По подацима из 2011. године у општини је живело 104 становника, а густина насељености је износила 13,92 становника/km². Општина се простире на површини од 7,47 km². Налази се на средњој надморској висини од 208 метара.

## Демографија
| 1962. | 1968. | 1975. | 1982. | 1990. | 1999. | 2011. |
| ----- | ----- | ----- | ----- | ----- | ----- | ----- |
| 87    | 90    | 73    | 51    | 54    | 56    | 104   |

График промене броја становника у току последњих година